# Lista de deputados estaduais do Maranhão da 15.ª legislatura
Essa é uma lista de deputados estaduais do Maranhão eleitos para o período 2003-2007.

## Composição das bancadas
| Partido | Líder                  | Bancada | Posição      |
| ------- | ---------------------- | ------- | ------------ |
| PFL     | Arnaldo Melo           | 14 / 42 | Governo      |
| PSD     | Stênio Rezende         | 6 / 42  | Governo      |
| PDT     | Mauro Bezerra          | 5 / 42  | Oposição     |
| PSDB    | Alberto Franco         | 3 / 42  | Oposição     |
| PMDB    | Carlos Braide          | 3 / 42  | Governo      |
| PTB     | Joaquim Haickel        | 2 / 42  | Independente |
| PT      | Domingos Dutra         | 2 / 42  | Oposição     |
| PSC     | João Pavão Filho       | 1 / 42  | Governo      |
| PSB     | Teresa Trovão Murad    | 1 / 42  | Oposição     |
| PL      | Pastor Reginaldo Nunes | 1 / 42  | Independente |
| PPB     | Eligio Almeida         | 1 / 42  | Oposição     |
| PPS     | Dr. Antônio Pereira    | 1 / 42  | Independente |
| PGT     | Prof° Lima             | 1 / 42  | Independente |
| PRTB    | Paulo Neto             | 1 / 42  | Independente |

## Deputados estaduais
| Número | Deputados estaduais eleitos | Partido | Votação | Percentual | Cidade onde nasceu | Unidade federativa |
| 41266  | Manoel Ribeiro              | PSD     | 79.253  | 3,28%      | São Luís           | Maranhão           |
| 25113  | Tatá Milhomem               | PFL     | 38.185  | 1,58%      | Presidente Dutra   | Maranhão           |
| 25222  | Maura Jorge                 | PFL     | 37.612  | 1,56%      | Lago da Pedra      | Maranhão           |
| 25800  | Max Barros                  | PFL     | 35.438  | 1,47%      | São Luís           | Maranhão           |
| 25221  | Telma Pinheiro              | PFL     | 33.641  | 1,39%      | São Luís           | Maranhão           |
| 25200  | Rigo Teles                  | PFL     | 30.850  | 1,28%      | Caxias             | Maranhão           |
| 25555  | Arnaldo Melo                | PFL     | 30.745  | 1,27%      | Codó               | Maranhão           |
| 25255  | Hélio Soares                | PFL     | 29.106  | 1,20%      | São Luís           | Maranhão           |
| 41234  | Stênio Rezende              | PSD     | 28.559  | 1,18%      | Vitorino Freire    | Maranhão           |
| 41245  | Humberto Coutinho           | PSD     | 27.152  | 1,12%      | Pedreiras          | Maranhão           |
| 25220  | Rubens Pereira              | PFL     | 26.842  | 1,11%      | São Luís           | Maranhão           |
| 41236  | Camilo Figueiredo           | PSD     | 26.734  | 1,11%      | Codó               | Maranhão           |
| 25678  | João Evangelista            | PFL     | 26.618  | 1,10%      | São João Batista   | Maranhão           |
| 25258  | Carlos Filho                | PFL     | 25.527  | 1,06%      | Teresina           | Piauí              |
| 25369  | Geovane Castro              | PFL     | 25.405  | 1,05%      | Coroatá            | Maranhão           |
| 45000  | Alberto Franco              | PSDB    | 24.844  | 1,03%      | Bacabal            | Maranhão           |
| 25808  | Chico Gomes                 | PFL     | 24.809  | 1,03%      | São Luís           | Maranhão           |
| 12111  | Julião Amin                 | PDT     | 24.766  | 1,02%      | São Luís           | Maranhão           |
| 25802  | César Pires                 | PFL     | 24.490  | 1,01%      | Codó               | Maranhão           |
| 41258  | Soliney Silva               | PSD     | 24.408  | 1,01%      | São João do Piauí  | Piauí              |
| 25111  | Wilson Carvalho             | PFL     | 24.197  | 1,00%      | São Luís           | Maranhão           |
| 12121  | Graça Paz                   | PDT     | 24.061  | 1,00%      | Guimarães          | Maranhão           |
| 14789  | Joaquim Haickel             | PTB     | 22.359  | 0,92%      | São Luís           | Maranhão           |
| 41210  | Janice Braide               | PSD     | 20.701  | 0,86%      | São Luís           | Maranhão           |
| 45678  | Cristina Archer             | PSDB    | 20.616  | 0,85%      | Codó               | Maranhão           |
| 12012  | Mauro Bezerra               | PDT     | 20.258  | 0,84%      | São Luís           | Maranhão           |
| 12612  | Rubem Brito                 | PDT     | 19.831  | 0,82%      | São Luís           | Maranhão           |
| 15151  | Deusdete Sampaio            | PMDB    | 19.497  | 0,81%      | São Luís           | Maranhão           |
| 20120  | Pavão Filho                 | PSC     | 19.463  | 0,81%      | Santa Helena       | Maranhão           |
| 15120  | Carlos Braide               | PMDB    | 19.438  | 0,80%      | Teresina           | Piauí              |
| 40140  | Teresa Murad                | PSB     | 18.850  | 0,78%      | Coroatá            | Maranhão           |
| 13610  | Helena Heluy                | PT      | 17.512  | 0,72%      | São Luís           | Maranhão           |
| 45122  | Aderson Lago                | PSDB    | 17.649  | 0,72%      | São Luís           | Maranhão           |
| 22123  | Reginaldo Nunes             | PL      | 17.362  | 0,72%      | Caxias             | Maranhão           |
| 14615  | Ceará                       | PTB     | 16.242  | 0,67%      | Fortaleza          | Ceará              |
| 15147  | Socorro Waquim              | PMDB    | 15.400  | 0,64%      | Parnaíba           | Piauí              |
| 13147  | Domingos Dutra              | PT      | 14.415  | 0,60%      | Buriti             | Maranhão           |
| 23333  | Antônio Pereira             | PPS     | 14.236  | 0,59%      | Teixeira           | Paraíba            |
| 12345  | Luiz Pedro                  | PDT     | 14.125  | 0,58%      | Juazeiro do Norte  | Ceará              |
| 11234  | Eligio Almeida              | PPB     | 12.955  | 0,54%      | Bacabal            | Maranhão           |
| 30123  | Professor Lima              | PGT     | 11.367  | 0,47%      | São Luís           | Maranhão           |
| 28111  | Paulo Neto                  | PRTB    | 11.341  | 0,47%      | Parnaíba           | Piauí              |